# (316) Goberta
(316) Goberta és un asteroide pertanyent al cinturó d'asteroides descobert el 8 de setembre de 1891 per Auguste Honoré Charlois des de l'observatori de Niça, França. Es desconeix la raó del nom. Forma part de la família asteroidal de Temis.